# 10 000 mètres masculin aux championnats du monde d'athlétisme 2023
Pour des articles plus généraux, voir Championnats du monde d'athlétisme 2023 et 10 000 mètres aux championnats du monde d'athlétisme.
Navigation
Eugene 2022 Tokyo 2025
L'épreuve du 10 000 mètres masculin des championnats du monde de 2023 se déroule le 20 août 2023 au sein du Centre national d'athlétisme à Budapest, en Hongrie.

## Qualification
La période de qualification est comprise entre le 31 janvier 2022 et le 30 juillet 2023. Le minima de qualification est fixé à 27 min 10 s 00.

## Résultats
| Rang               | Athlète                    | Pays           | Temps    | Notes |
| ------------------ | -------------------------- | -------------- | -------- | ----- |
| Médaille d'or      | Joshua Cheptegei           | Ouganda        | 27:51.42 | SB    |
| Médaille d'argent  | Daniel Ebenyo              | Kenya          | 27:52.60 |       |
| Médaille de bronze | Selemon Barega             | Éthiopie       | 27:52.72 |       |
| 4                  | Berihu Aregawi             | Éthiopie       | 27:55.71 |       |
| 5                  | Benard Kibet               | Kenya          | 27:56.27 |       |
| 6                  | Mohammed Ahmed             | Canada         | 27:56.43 | SB    |
| 7                  | Rodrigue Kwizera           | Burundi        | 28:00.29 | SB    |
| 8                  | Nicholas Kipkorir          | Kenya          | 28:03.38 |       |
| 9                  | Yann Schrub                | France         | 28:07.42 | SB    |
| 10                 | Birhanu Balew              | Bahreïn        | 28:08.03 | SB    |
| 11                 | William Kincaid            | États-Unis     | 28:08.71 |       |
| 12                 | Yemaneberhan Crippa        | Italie         | 28:16.40 |       |
| 13                 | Isaac Kimeli               | Belgique       | 28:20.77 | SB    |
| 14                 | Adriaan Wildschutt         | Afrique du Sud | 28:21.40 |       |
| 15                 | Ren Tazawa                 | Japon          | 28:25.85 |       |
| 16                 | Sean Mcgorty               | États-Unis     | 28:27.54 |       |
| 17                 | Santiago Catrofe           | Uruguay        | 28:28.49 | {NR   |
| 18                 | Zerei Kbrom Mezngi         | Norvège        | 28:30.76 |       |
| 19                 | Merhawi Mebrahtu           | Érythrée       | 28:50.62 |       |
| 20                 | Joe Klecker                | États-Unis     | 29:03.41 |       |
| 21                 | Nils Voigt                 | Allemagne      | 29:06.79 |       |
| 22                 | Rogers Kibet               | Ouganda        | 29:10.07 |       |
|                    | Carlos Martín Díaz Del Rio | Chili          | DNF      |       |
|                    | Yismaw Dillu               | Éthiopie       | DNF      |       |
|                    | Joel Ayeko                 | Ouganda        | DNF      |       |

## Légende
Records et Performances
- AR : Record continental (area record)
- CR : Record des championnats (championship record)
- MR : Record du meeting (meet record)
- NR : Record national (national record)
- OR : Record olympique (olympic record)
- PR : Record paralympique (paralympic record)
- PB : Record personnel (personal best)
- SB : Meilleure performance personnelle de la saison (season's best)
- WL : Meilleure performance mondiale de l'année (world leader)
- WJR : Record du monde junior (world junior record)
- WR : Record du monde (world record)

Circonstances et Conditions
- DNF : N'a pas terminé (did not finish)
- DNS : N'a pas pris le départ (did not start)
- DQ : Disqualification (disqualification)
- NM : Aucun essai valable enregistré (No Mark)
- Q : Qualifié « directement » au prochain tour (ou à la prochaine compétition), lors d'une compétition majeure, grâce au classement ou à la réalisation des minima (automatic qualifier)
- q : Qualifié au prochain tour (ou à la prochaine compétition), lors d'une compétition majeure, grâce au repêchage ou à la réalisation de l'une des meilleures performances parmi celles des « non qualifiés directement » (grâce au meilleur temps ou à la meilleure distance par exemple) (secondary qualifier)